# Cilnia humeralis
Cilnia humeralis är en bönsyrseart som beskrevs av Henri Saussure 1871. Cilnia humeralis ingår i släktet Cilnia och familjen Mantidae.

## Underarter
Arten delas in i följande underarter:
- C. h. femoralis
- C. h. humeralis